# Treffiagat
Treffiagat (bret. Triagad) – miejscowość i gmina we Francji, w regionie Bretania, w departamencie Finistère.
Według danych na rok 1990 gminę zamieszkiwały 2333 osoby, a gęstość zaludnienia wynosiła 288 osób/km² (wśród 1269 gmin Bretanii Treffiagat plasuje się na 262. miejscu pod względem liczby ludności, natomiast pod względem powierzchni na miejscu 904.).